# Ifta
Ifta is een plaats en voormalige gemeente in de Duitse deelstaat Thüringen, en maakt deel uit van de Wartburgkreis.
Ifta telt  inwoners.

## Geschiedenis
De gemeente maakte deel uit van de Verwaltungsgemeinschaft Hainich-Werratal tot Ifta op 1 januari 2019 opging in de gemeente Treffurt.
Falken · Großburschla · Hattengehau · Ifta · Schnellmannshausen · Schrapfendorf · Treffurt · Volteroda · Wolfmannsgehau